# Liste der Bodendenkmale in Gremersdorf
In der Liste der Bodendenkmale in Gremersdorf sind die Bodendenkmale der Gemeinde Gremersdorf nach dem Stand der Bodendenkmalliste des Archäologischen Landesamts Schleswig-Holstein von 2016 aufgelistet. Die Baudenkmale sind in der Liste der Kulturdenkmale in Gremersdorf aufgeführt.
| Denkmal-ID           | Befundart          | Bezeichnung                   | Zeitstellung | Lage | Bemerkungen | Bild |
| -------------------- | ------------------ | ----------------------------- | ------------ | ---- | ----------- | ---- |
| aKD-ALSH-Nr. 002 013 | Befestigung > Burg | Burg/Motte/Ringwall/Turmhügel | Mittelalter  | ⊙    |             |      |